# Hiện tượng cháy nổ xe tại Việt Nam 2011–2012
Hiện tượng cháy và nổ xe đã xảy ra tại Việt Nam từ cuối năm 2011 và gây ra lo ngại lan rộng. Dư luận bắt đầu chú ý từ khi vụ nổ xe máy của một phụ nữ vào ngày 1 tháng 12 năm 2011 tại Bắc Ninh làm 2 mẹ con đều chết . Thống kê của Cục Đăng kiểm và công an Hà Nội cho thấy, năm 2011 cả nước xảy ra 89 vụ cháy xe (50 ôtô và 39 xe máy)  Các chuyên gia phỏng đoán nguyên nhân cháy xe là do xăng pha tạp, nhưng các cơ quan nhà nước đến thời điểm đầu 2012 vẫn chưa đưa ra kết luận điều tra phần lớn các vụ nổ cháy.
Theo Bộ trưởng Bộ Giao thông Vận tải Đinh La Thăng phát biểu ngày 3 tháng 1 năm 2012, cho rằng hiện nay trách nhiệm về phương tiện cháy nổ không thuộc về ai, chứng tỏ có khoảng trống về pháp luật và "Từ năm 2012 với chức năng quản lý nhà nước, Bộ Giao thông Vận tải sẽ phải chịu trách nhiệm khi xe cháy nổ" .

## Những vụ cháy nổ xe tiêu biểu
- Ngày 1 tháng 12 năm 2011, tại Bắc Ninh, xe máy Dream hãng Honda của một phụ nữ bất ngờ phát nổ, làm nạn nhân thiệt mạng tại chỗ. Bé gái 4 tuổi trên xe tử vong sau đó 12 ngày. Hãng Honda đã hỗ trợ gia đình nạn nhân 50 triệu đồng và khẳng định kết quả điều tra riêng cho biết không có lý do kỹ thuật nào của xe có thể dẫn đến vụ nổ [3]. Vụ án này có nghi vấn hình sự nên công an Bắc Ninh đang điều tra [4].
- Ngày 2 tháng 1 năm 2012, 2 xe khách bất ngờ phát nổ và cháy rụi trước cổng một công ty chè ở Tuyên Quang [5]
- Ngày 3 tháng 1 năm 2012, một chiếc xe máy Air Blade mới qua 1 tháng sử dụng, để trong sân bỗng dưng phát nổ và cháy rụi

## Nguyên nhân
Theo Cục Đăng kiểm, ngoài vụ nổ xe máy gây chết người ở Bắc Ninh được xác định có yếu tố hình sự, số vụ còn lại do chập điện (11%), va chạm khi lưu thông gây cháy xe (4,6%), hỏa hoạn tại khu để xe (6,9%) và cố ý đốt xe (2,3%). Và còn 72% vụ cháy xe máy vẫn chưa xác định được nguyên nhân , có thể có rất nhiều lý do như dưới đây: 

### Xăng kém chất lượng và không đạt chuẩn?
Nhiều chuyên gia cho rằng xăng kém chất lượng là một nguyên nhân chính dẫn đến các vụ cháy nổ bất ngờ .
Acetone, methanol, ethanol là những phụ gia thường được pha vào xăng để tăng khả năng cháy, khả năng bay hơi và chỉ số octan của xăng. Acetone là dung môi mạnh, có độ bay hơi cao (100%) . Methanol là dung môi gây ăn mòn, làm phá hủy nhanh các kết cấu bằng cao su và nhựa, làm hở. Nếu hàm lượng này vượt quá mức quy định cho phép và  càng cao thì càng làm tăng khả năng bay hơi, nếu gặp tia lửa điện sẽ dễ bốc cháy hơn hoặc gây chập điện.
Kết quả kiểm nghiệm ngày 28 tháng 12 năm 2011 của Trung tâm Kỹ thuật Tiêu chuẩn đo lường chất lượng I phát hiện một mẫu xăng không chì RON92 lấy từ một cây xăng thuộc Công ty Xăng dầu Quân đội tại Mai Dịch, Hà Nội có hàm lượng oxy cao gấp ba lần mức quy định cho phép (8,8% khối lượng so với tiêu chuẩn là 2,7%) và lượng methanol 'chưa được chấp nhận' (15,3% thể tích). Theo các nhà khoa học, đây là một thông tin quan trọng có thể tìm ra manh mối thủ phạm gây ra các vụ cháy nổ hàng loạt.
Trong năm 2011, có gần 4.200 tấn acetone do 32 công ty sản xuất và kinh doanh nhập khẩu vào Việt Nam cho nhiều  mục đích. Về vấn đề cháy xe máy, trong đó đa phần nghiêng về giả thiết xăng bị pha acetone. Tuy nhiên, đến cuối năm 2011, vẫn chưa có một cơ quan nào lên tiếng hay chính thức điều tra về nghi vấn này .

### Rút ruột bồn xăng và xăng pha tạp?
Tháng 1 năm 2012, các phóng viên báo Thanh Niên đã theo dõi và ghi hình được quả tang một số xe bồn chở xăng sau khi nhận xăng ở Tổng kho xăng dầu Nhà Bè thuộc tập đoàn Petrolimex, đã rẽ ngang các "trạm pha chế" bí mật để rút bớt xăng từ các bồn và pha chế "xăng bẩn". Tình trạng gian lận vì lợi nhuận ích kỷ riêng đã kéo dài nhiều năm.

## Tình trạng quy định pháp luật về xăng và trách nhiệm quản lý
Từ tháng 9 năm 2008, Bộ Công thương Việt Nam và Bộ Khoa học Công nghệ đã cho phép bán xăng sinh học Ethanol-E5 (còn gọi là xăng pha cồn sinh học) có pha chất ethanol ra thị trường . Hiệp hội các nhà sản xuất ôtô VN (VAMA) đã bày tỏ sự quan ngại đối với xăng trộn ethanol này . 
Mặc dù cho phép xăng được pha thêm methanol nhưng đến nay tại Việt Nam lại chưa có quy định cụ thể về nồng độ methanol trong xăng 
Bên cạnh đó, mỗi năm vẫn có đến vài trăm ngàn tấn xăng A83 được sản xuất, các bộ nhà nước chưa thống nhất về việc có nên ngừng sản xuất xăng A83, tạo cơ hội cho các đại lý xăng dầu pha trộn xăng A83 vào xăng A92 để gian lận. Từ năm 2006, đã có báo động về việc "xăng dỏm là nguyên nhân xe máy hỏng hàng loạt". Từ nhiều năm nay đã diễn ra việc pha xăng A83 và xăng A92, hoặc xăng A92 vào xăng A95 nhằm tăng khối lượng nhưng lại làm giảm trị số ốc-tan, nhưng các cơ quan quản lý phản ứng rất chậm chạp, quản lý lỏng lẻo, thiếu tính khoa học, đồng nhất đã tạo điều kiện cho gian thương biến đổi tính chất của xăng đi rất nhiều và làm người tiêu dùng chịu thiệt.

## Phản ứng của các cơ quan nhà nước
Theo Bộ trưởng Bộ Giao thông Vận tải Đinh La Thăng phát biểu ngày 3 tháng 1 năm 2012, cho rằng hiện nay trách nhiệm về phương tiện cháy nổ không thuộc về ai, chứng tỏ có khoảng trống về pháp luật và "Từ năm 2012 với chức năng quản lý nhà nước, Bộ Giao thông Vận tải sẽ phải chịu trách nhiệm khi xe cháy nổ" .
Ngày 6 tháng 1 năm 2012, Bộ trưởng Bộ Công thương Việt Nam Vũ Huy Hoàng cho biết: "Chúng tôi có trách nhiệm cùng với ngành Khoa học Công nghệ trong quản lý chất lượng xăng dầu. Để xảy ra tình trạng một số cơ sở kinh doanh không đảm bảo chất lượng xăng dầu, có phần trách nhiệm của Bộ Công Thương. Nếu các cơ quan chức năng qua kiểm tra xác định nguyên nhân từ xăng dầu dẫn đến cháy nổ các phương tiện vận tải, chúng tôi xin nhận trách nhiệm" .
Bộ công an địa phương đã vào cuộc để điều tra vài vụ cháy xe có nghi vấn hình sự (như vụ tại Bắc Ninh), Bộ Khoa học Công nghệ mở đợt kiểm tra quy mô lớn với hơn 3.000 mẫu xăng. Tuy nhiên, Công an cho rằng không có trách nhiệm điều tra nguyên nhân cháy, do không được yêu cầu từ chủ xe, còn Cục đăng kiểm thì không có trách nhiệm với những xe đang lưu hành 

## Phản ứng người dân
Hội bảo vệ người tiêu dùng tại việt Nam cho biết chưa nhận được bất cứ đơn, thư khiếu nại nào của các nạn nhân trong hàng chục vụ nổ ô tô xe máy ở Việt Nam .